# Castillo de Spedaletto
El castillo de Spedaletto es un complejo arquitectónico fortificado ubicado en el pueblo rural homónimo del área municipal de Pienza en la Ruta Provincial 53.

## Historia
El complejo fue construido durante el siglo XII y perteneció al Hospital de Santa Maria della Scala en Siena.
Durante el siglo XV se llevaron a cabo trabajos de restauración que modificaron la apariencia original del castillo medieval, dándole la apariencia de una grancia (granja fortificada). La torre fortificada de entrada data del año 1446.
En el siglo XIX se añadió un edificio para albergar el almacén de la grancia.

## Descripción
El complejo arquitectónico fortificado tiene un diseño cuadrangular, con una torre en cada una de las cuatro esquinas. El noroeste se caracteriza por sus murallas y torre almenadas.
Frente a la parte norte del complejo, hay una serie de edificios en forma de L, utilizados en parte como almacenes, que preceden a la estructura fortificada. A lo largo de los muros del lado oeste se alzan dos torres almenadas, cada en uno de los extremos, mientras que en el centro hay una atalaya también almenada, desde la cual se origina un tramo de muro cortina que la une a la torre sur.
Cerca del castillo se encuentra la iglesia de San Nicolás en Spedaletto con la casa parroquial anexa.

## Otros proyectos
- Wikimedia Commons alberga una galería multimedia sobre Castillo de Spedaletto.